# USS Tucker (DD-57)
Pour les autres navires du même nom, voir USS Tucker.
L’USS Tucker (DD-57) est un destroyer de classe Tucker de l'US Navy construit à partir de 1914 au chantier naval Fore River de Quincy à Quincy (Massachusetts) et mis en service en 1916.

## Histoire

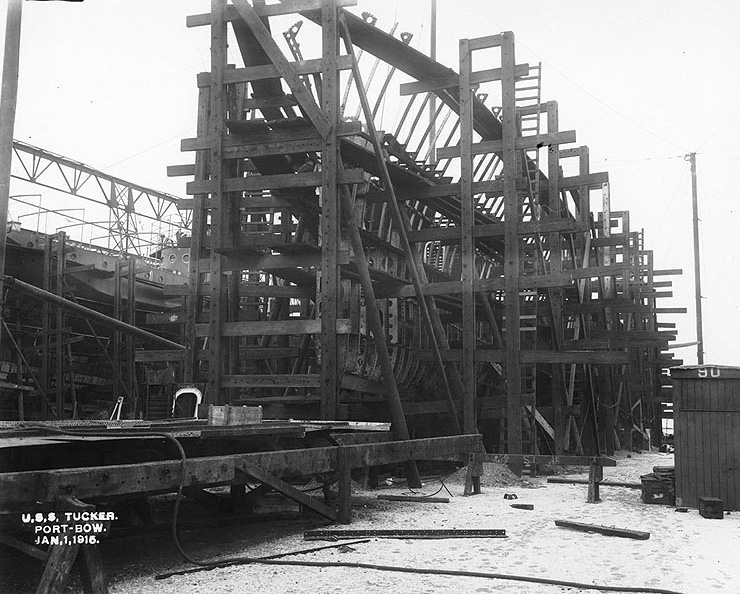
L'USS Tucker (DD-57) en construction en janvier 1915.